# Pandino
Pandino est une commune italienne de la province de Crémone dans la région Lombardie en Italie.

## Géographie
Pandino se trouve à 20 km au sud-est de Milan, et à environ 35 km à l'ouest de Crémone.

## Culture
Les principaux monuments sont:
- Château de Pandino (it)
- Oratoire Sainte Marthe
- Église Sainte Marguerite
- Sanctuaire Santa Maria dell'Apparizione detta del Tommasone (it)

## Administration
| Période                                  | Période | Identité | Étiquette | Qualité |
| ---------------------------------------- | ------- | -------- | --------- | ------- |
|                                          |         |          |           |         |
| Les données manquantes sont à compléter. |         |          |           |         |

### Hameaux
- Gradella, 389 habitants ;
- Nosadello (it), 1 018 habitants.

Cette ville est jumelée à Saint-Denis-en-Val, Loiret (45), France.

### Communes limitrophes
Agnadel, Dovera, Monte Cremasco, Palazzo Pignano, Rivolta d'Adda, Spino d'Adda